# ユッティンゲン
ユッティンゲン (ドイツ語: Uettingen) はドイツ連邦共和国バイエルン州ウンターフランケン地方のヴュルツブルク郡の町村（以下、本項では便宜上「町」と記述する）であり、ヘルムシュタット行政共同体を構成する自治体の一つである。

## 地理
ユッティンゲンはアールバッハ川沿い、ヴュルツブルク郡内の連邦道B8号線沿いに位置する。

### 隣接する市町村
- レムリンゲン
- グロイセンハイム
- ホルツキルヒェン
- ヴァルトビュッテルブルン
- ヘルムシュタット

### 自治体の構成
この町は、公式にはユッティンゲン集落単独で構成される。

## 歴史
線帯文土器文化の時代の陶片の他、ユッティンゲンでは青銅器時代の手斧も発掘されている。300年から400年頃に "ûot inga" の定住が始まった。この綴り方が、村の名前がアラマン語起源であることを明確に証明している。
772年1月20日にユッティンゲンは初めて文献に記録されている。カール大帝が全部で25の集落をフルダ修道院に寄進したという記事である。しかし、ユッティンゲン自身はホルツキルヒェン修道院の所有であり、1165年頃にヴェルトハイム領となった。この頃には、この村の周辺地域はヴァルトザッセンガウと呼ばれるようになっていた。
プロテスタンティズムの進展と人文主義の萌芽の時代、1525年2月に『シュヴァーベン農民の十二箇条』が作成された。同じ頃、ユッティンゲンのクラインハンスという名の名声の高い裕福な農民が注目を集めた。彼は自分の怒りを言葉で表現する術を心得ており、エティンガー論文 (Ütinger Artickel) を書き上げた。しかしこれは農民の十二箇条を思い起こさせるものではなく、地元のヴェルトハイム伯に対するローカルなアジテーションであった。
1625年からユッティンゲンはヴォルフスケール・フォン・ライヒェンベルク男爵領に属した。この騎士領は1806年にヴュルツブルク大公国領に陪臣化されたが、1814年にバイエルン王国領となった。バイエルンの行政改革に伴う1818年の市町村令により現在の自治体となった。
1866年の普墺戦争に伴うマイン出兵ではユッティンゲン郊外でこの戦争最後の戦闘が行われた。

### 宗教
ユッティンゲンは元々プロテスタントの町であったが、やがてカトリックの半々程度となり、60年代にはカトリック教会が組織された。

### 人口推移

ユッティンゲンのパノラマ

- 1970年 1,145人
- 1987年 1,401人
- 2000年 1,849人
- 2004年 1,922人

## 行政
町長はエトガー・シュットラー (CSU/Unabhängige und freie Wählergemeinschaft Uettingen) である。

### 紋章
図柄: 金地と青地に上下二分割。上部は分割線から半身を出したムーア人、右手には3輪の赤い花を付けた描写的なバラを持っている。下部は左右に並んだ様式化された2輪の銀のバラ。

### 姉妹都市
- Échillais（フランス、シャラント＝マリティーム県）
- エルスターベルク（ドイツ、ザクセン州）

## 文化と見所

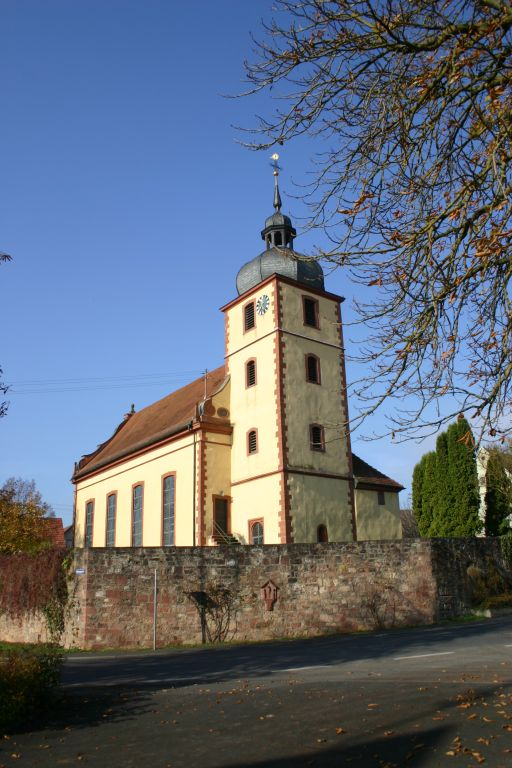
バルトロマイ教会

### 言葉
ユッティンゲンでは高地ドイツ語の他にウンターオストフランク語が話されている。

### 建築
- ヴォルフスケール・フォン・ライヒェンベルク伯のユッティンゲン城
- バルトロマイ教会

### 年中行事
- 森の祭（7月第2週末）
- キルメス（9月第1週末）[訳注 1]
- ハンメルタンツ（キルメスの月曜日）
- ワイン祭（10月第1週末）

## 経済と社会資本

### 教育
- 基礎課程学校

## その他

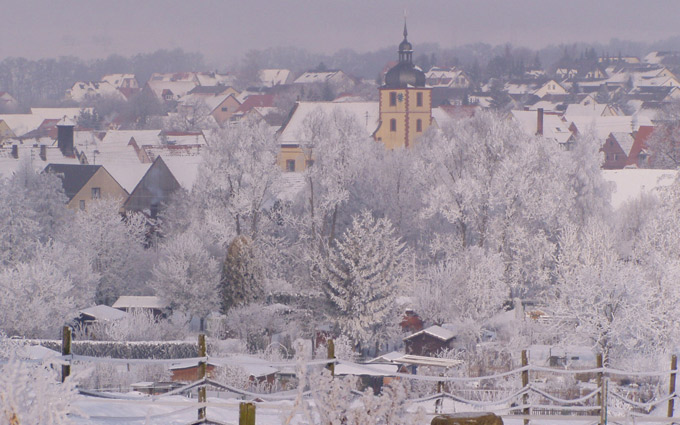
雪のユッティンゲン

- ユッティンゲンのニックネーム「小パリ」は牧師のヨハン・ヴォルフガング・シュミットの発言に基づいていると推測される。彼は1835年から1864年に牧師だった人物でユッティンゲンの住民の「フランスかぶれ」を嘆いている。この少し前の時代、ナポレオン軍はロシア遠征の途中でユッティンゲンのポスト通りを経由し、ここで数か月間補給物資調達のために留まっていたのであった。
- ユッティンゲン住民はシュネーゼンガー（雪を焼く奴）というあだ名（悪口）で呼ばれる。ユッティンゲンの人は密かに雪を焼いていると言われている。事実、ユッティンゲンでは他の町に比べて早く雪が溶けるのがその証拠だというのである。ユッティンゲンの人をシュネーゼンガーと呼ぶことはフランケン地方全域で知られている。
- ユッティンゲン出身のノルベルト・リーマーは、実際に喫煙可能な世界最小のパイプを創ったとしてギネスブックに登録されている。

## 訳注
1. ↑  キルメス (ドイツ語: Kirmes) は教会開基祭を起源とする民俗祭である。